# Alangium maliliense
Alangium maliliense là một loài thực vật có hoa trong họ Cornaceae. Loài này được Bloemb. miêu tả khoa học đầu tiên năm 1935.